# Dobrosielice (gromada)
Dobrosielice – dawna gromada, czyli najmniejsza jednostka podziału terytorialnego Polskiej Rzeczypospolitej Ludowej w latach 1954–1972.
Gromady, z gromadzkimi radami narodowymi (GRN) jako organami władzy najniższego stopnia na wsi, funkcjonowały od reformy reorganizującej administrację wiejską przeprowadzonej jesienią 1954 do momentu ich zniesienia z dniem 1 stycznia 1973, tym samym wypierając organizację gminną w latach 1954–1972.
Gromadę Dobrosielice z siedzibą GRN w Dobrosielicach (obecnie są to dwie wsie: Dobrosielice Pierwsze i Dobrosielice Drugie) utworzono – jako jedną z 8759 gromad na obszarze Polski – w powiecie płockim w woj. warszawskim, na mocy uchwały nr VI/10/13/54 WRN w Warszawie z dnia 5 października 1954. W skład jednostki weszły obszary dotychczasowych gromad Chabowo, Chabowo-Świniary, Dobrosielice I, Dobrosielice II, Świerczyn i Wilkęsy ze zniesionej gminy Drobin oraz wieś Dziewanowo z dotychczasowej gromady Brelki ze zniesionej gminy Majki w powiecie płockim, a także obszar dotychczasowej gromady Milewko ze zniesionej gminy Koziebrody w powiecie sierpeckim (woj. warszawskie). Dla gromady ustalono 12 członków gromadzkiej rady narodowej.
1 stycznia 1959 z gromady Dobrosielice wyłączono wieś Milewko, włączając ją do gromady Koziebrody w powiecie sierpeckim.
31 grudnia 1959 z gromady Dobrosielice wyłączono wieś Dziewanowo, włączając ją do gromady Łęg Probostwo w powiecie płockim, po czym gromadę Dobrosielice zniesiono a jej (pozostały) obszar włączono do gromady Drobin tamże.